# Gunnera silvioana
Gunnera silvioana är en gunneraväxtart som beskrevs av L.E. Mora-osejo. Gunnera silvioana ingår i släktet gunneror, och familjen gunneraväxter. Inga underarter finns listade.